# Гращенкова, Ирина Николаевна
Ири́на Никола́евна Гращенкова (род. 30 июня 1940) — советский и российский киновед, кинокритик, историк кино.

## Биография
Окончила сценарно-киноведческий факультет ВГИКа (1967). Доктор искусствоведения (2007). Член КПСС с 1969 года. Член Союза кинематографистов России и Ассоциации кинообразования и медиапедагогики России.
Работала научным сотрудником сектора социологии искусств Института истории искусств (1973—1987). В 1987—1991 — член оргкомитета Общества друзей кино (ОДК) и президент Федерации киноклубов. В 1991—1992 — президент Российской общедоступной академии. С 1992 по 1994 год — главный специалист Международного фонда развития кино и телевидения для детей и юношества (Фонд Ролана Быкова). Директор культурно-творческих программ кинофестиваля в Выборге (1994—1995), международного правозащитного кинофестиваля «Сталкер» (1995—1999), конкурса студенческих фильмов «Святая Анна» (1995—2001), молодёжных программ Московского международного кинофестиваля (1995—1999). Участвовала в движения кинообразования в школах и некинематографических ВУЗах. С 1980-х годов стала осуществлять программу «клубного» показа фильмов Александра Сокурова. В марте 2001 года возглавила отдел молодёжной политики при Союзе кинематографистов России.

## Награды и премии
- 2005 — Премия Гильдии киноведов и кинокритиков России